# Selaginella arsenei
Selaginella arsenei là một loài dương xỉ trong họ Selaginellaceae. Loài này được Weath. mô tả khoa học đầu tiên năm 1944.